# 강현득
강현득은 대한민국의 퓨전 기타리스트이자 작곡가이다.

## 프로필[1]
1973년 서울태생, 1990년대 기타리스트 한상원, 정재열 등 사사
영향 받은 기타리스트 : 제프벡, 래리칼튼, 리리트너, 산타나, 에릭클랩튼, 조지벤슨, 얼크루등
장르불문, 여러 장르를 마스터한 기타리스트, 주로 펜더나 깁슨 계열의 기타를 사용, 최근에는 커스텀기타를 제작하여 직접연주
2018년 최근에는 직접기타제작 커스텀 기타를 제작 하여 사용. 악기제작자로도 활동.
그의 커스텀 제작 기타
딘 어거스틴 기타 대표
모가비 트레블 기타 (일렉,어쿠스틱 648Version 개발), 2024 미국 남쇼출품, 미국CES전시회 발표, 2024 일본 사운드메세 출품

앨범
2015년 L.L.J 앨범을 발표
호텔피에스타, 어린시절등 7곡 발표
2018년 Musicians Ⅰ발표
2019년 Musicians (Dramatic) 발표
비애우, 기분좋은날, Crossroad등을 발표
별을좋아하는 소년, 비밀스런 순간등을 발표
대한민국에서 불모지나 다름없는 흔하지 않은 퓨전재즈기타리스트, 래리칼튼이나 리리트너와 같은 연주톤을 가지고 있음.
연주곡과 보컬 곡을 섞어 앨범에 작업,
그의 기타톤과 장비들
활동

수도방위사령부 군악대 현역전역, 그룹 오! 해피데이의 기타리스트
클럽연주, 신촌블루스, 한국방송예술진흥원, 서울재즈실용아카데미, 서울연희전문학교에서 강의
그룹 Musicians 차기앨범발표, 드라마 16부작 KBS 2TV 2020.05.06 영혼수선공 음악감독, 
음악다큐멘터리 신촌블루스 음악감독, 음악다큐멘터리 안치환 음악감독, 각종 O.S.T 음반제작참여
딘어거스틴 기타 의 대표 